# La Barceloneta

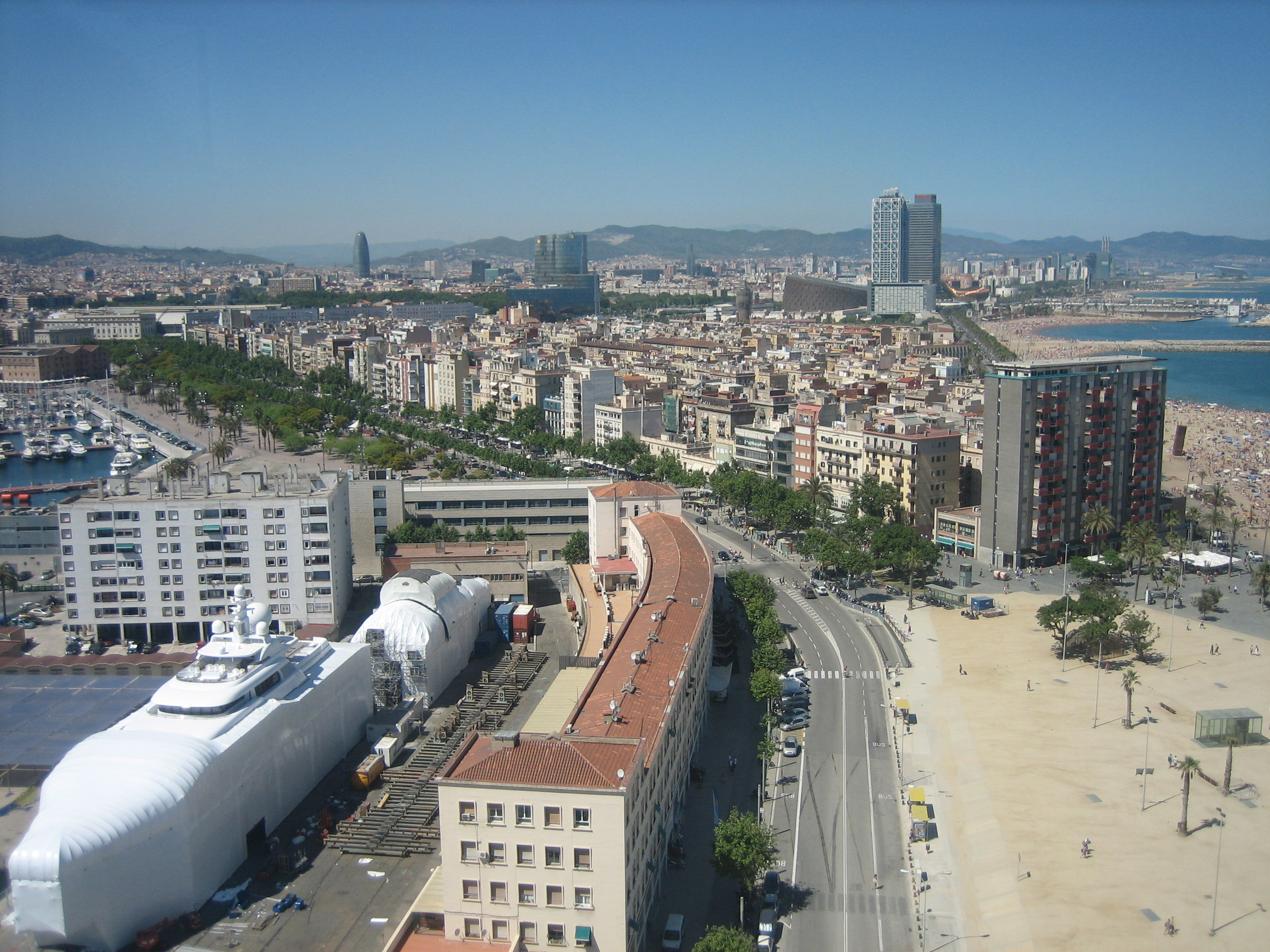
Panoramaansicht des Stadtviertels

La Barceloneta ist ein am Mittelmeer liegendes Stadtviertel von Barcelona im Stadtbezirk Ciutat Vella (Altstadt), mit derzeit 15.503 Einwohnern auf einer Fläche von 131,4 Hektar.

## Lage
Barceloneta ist eine Halbinsel im Südosten Barcelonas und hat aufgrund seiner Lage unmittelbar am Meer etwa 1.100 Meter Badestrand, der in verschiedene Abschnitte unterteilt ist: die Platja de la Barceloneta, die Platja de Sant Sebastià und die Platja de Sant Miguel. Jeder Strand in Barcelona hat das ISO-14001-Zertifikat (Umweltmanagement) und damit eine sehr gute Wasserqualität. Nach Westen wird das Stadtviertel durch den Port Vell beschränkt, nach Osten grenzt es an den Port Olímpic (beides Teile des Hafen von Barcelona).
Im Norden grenzt der Parc de la Ciutadella und die Estació de França der Bahngesellschaft RENFE und die gleichnamige Metrostation der Linie 4 an. An der Südspitze der Halbinsel verläuft die heute touristisch genutzte Hafenseilbahn Barcelona über den Port Vell bis zum Montjuic.
Charakteristisch für Barceloneta sind die langen, engen Straßen, die Barceloneta in Nord-Süd-Richtung durchziehen. Das Zentrum des Viertels bildet der Plaça de la Font mit der im Jahr 2007 renovierten Markthalle.

## Gründung
Im Spanischen Erbfolgekrieg fiel Katalonien zeitweise an den Habsburger Karl VI. Um Barcelona vor weiteren Überfällen zu schützen, wollte König Felipe 1714 eine Festung im Viertel La Ribera bauen, wo heute der Parc de la Ciutadella steht (Ciutadella katal. für Zitadelle, Festung). Die Bewohner des Viertels wurden in Baracken im heutigen Barceloneta umgesiedelt. 1749 ersetzte man diese Baracken durch Steinhäuser. Es wohnten hauptsächlich Fischer und Fabrikarbeiter in Barceloneta, das zum Fischerviertel Barcelonas wurde. Es gab dort einige der besten Fisch-Restaurants. Diese „Chiringuitos“ waren groß, einfach eingerichtet und ebenso einfach gebaut und standen bis ins Jahr 1991.

## Barceloneta nach den Olympischen Spielen

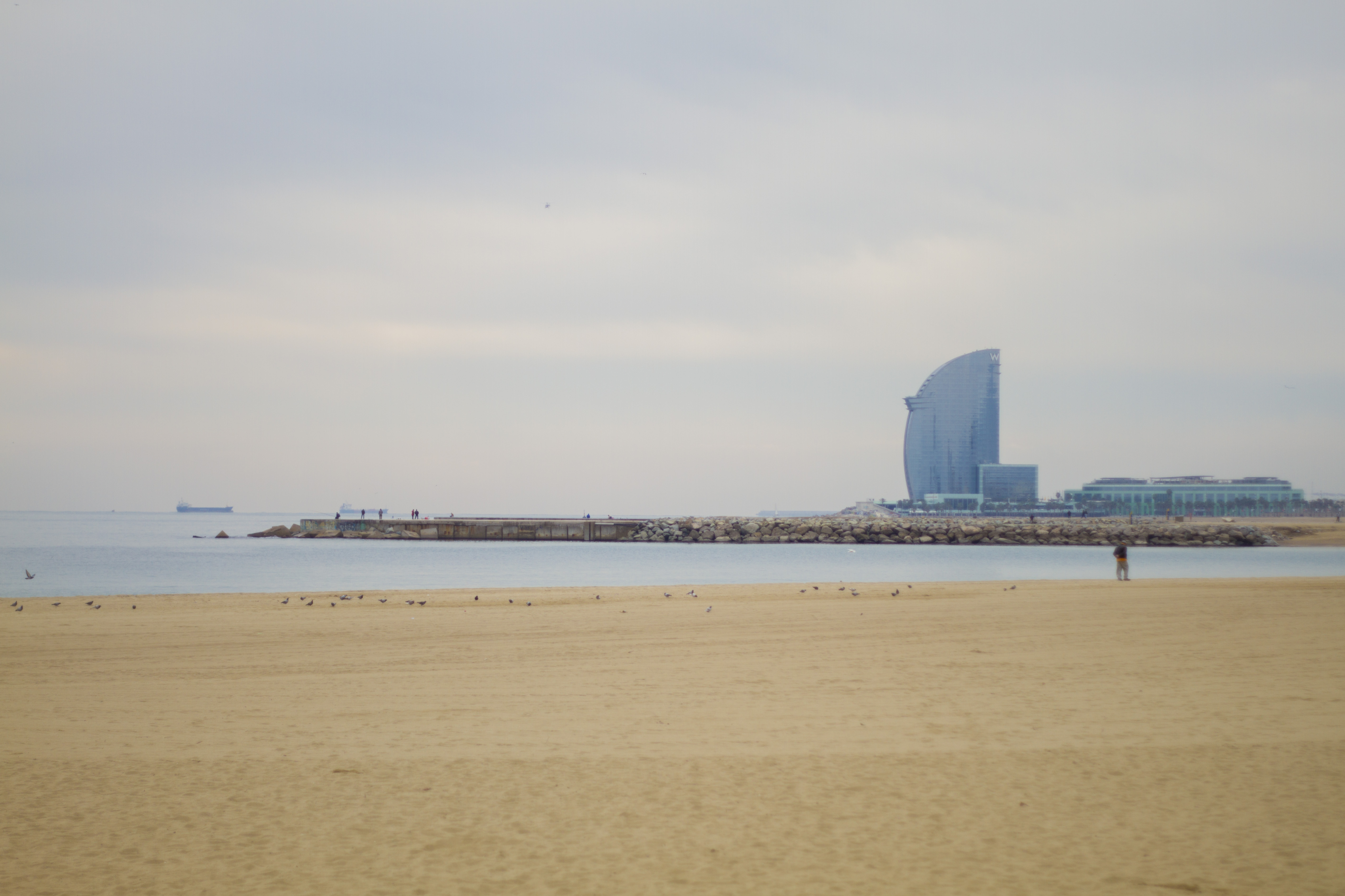
Strand von Barceloneta

Die Olympischen Sommerspiele 1992 brachten viele Veränderungen für Barceloneta. Die Häuser und Straßen wurden renoviert. Die Chiringuitos wurden abgerissen, um Platz für die neue Strandpromenade zu schaffen. Im Zuge dieser Arbeiten ist die Skulptur L’estel ferit von Rebecca Horn entstanden.
Das Ganze hatte zur Folge, dass Barceloneta auch touristisch erschlossen wurde. Ursprünglich war Barceloneta ein sehr armes Viertel mit einer hohen Kriminalitätsrate, das gerade von Touristen gemieden wurde. In der Folge der Olympischen Spiele und des wirtschaftlichen Aufschwung Spaniens sank die Arbeitslosigkeit. Durch die Renovierungsarbeiten wirkt das Viertel heute deutlich heller.
Obwohl Barceloneta noch heute deutlich einfachere Lebensverhältnisse bietet als andere Stadtteile Barcelonas, hat es einen deutlichen Aufschwung erlebt. Die Mietpreise sind extrem gestiegen.